# Алгва
Алгва (итал. Algua) је насеље у Италији у округу Бергамо, региону Ломбардија.
Према процени из 2011. у насељу је живело 15 становника. Насеље се налази на надморској висини од 447 м.

## Становништво
Према резултатима пописа становништва 2011. у општини је живело 721 становника.
| 1931. | 1936. | 1951. | 1961. | 1971. | 1981. | 1991. | 2001. | 2011. |
| ----- | ----- | ----- | ----- | ----- | ----- | ----- | ----- | ----- |
| 990   | 934   | 1.000 | 910   | 833   | 744   | 695   | 690   | 721   |